# Paleis van Monserrate
Het Paleis van Monserrate (Portugees: Palácio de Monserrate) is een paleis met bijhorend landgoed gelegen in de Portugese stad Sintra.

## Geschiedenis
Volgens een legende bevond zich op deze plek een kapel gewijd aan de Heilige Maria. Deze kapel zou door Alfons I van Portugal gebouwd zijn na de Reconquista (ca. 1093).
In 1540 zou een andere kapel op de top van deze heuvel gebouwd die ook aan Maria gewijd zou zijn. De berg maakte toen deel uit van een groot ziekenhuis in Lissabon: het Hospital Real de Todos os Santos. Tijdens de 17e eeuw was het landgoed eigendom van Francisco de Mello e Castro. Na de aardbeving van 1755, werd het landgoed verlaten.
Later in de 18e eeuw kwamen rijke Engelsen terug naar hier, waaronder Gerard de Visme en William Beckford. Nadat Lord Byron een gedicht schreef over deze plek, werd het landgoed een echte reisbestemming voor Engelse toeristen. Uiteindelijk kocht Francis Cook in 1863 het landgoed en liet het hedendaagse paleis door James Thomas Knowless ontwerpen en bouwen. Deze architect ontwierp het gebouw met een oriëntaalse uitstraling en met middeleeuwse invloeden. De bouwstijl is eclectisch met invloeden uit de romantiek en de islamitische bouwstijl met neogotische elementen. Het gebouw werd het zomerverblijf van de Cook-familie.
Nu is het landgoed eigendom van de Portugese staat.

## Gebouw
Het gebouw bestaat uit het gelijkvloerse, een verdieping en een kelder. Op het gelijkvloerse bevinden zich o.a. de kapel, bibliotheek en de muziekkamer. In de kelder de keuken en op het verdiep enkele andere kamers. Binnen in het gebouw kan men ook de verschillende bouwstijlen opmerken.

## Tuinen
Rondom het paleis is er een exotische tuin. Cook liet vele plantensoorten afkomstig van verschillende werelddelen overkomen naar Portugal. Hierdoor zijn er in de tuin nog steeds verschillende plantensoorten te vinden. De tuinier Francis Burt plantte deze planten in verschillende geografische gebieden waardoor er nog altijd een Indiase of Mexicaanse tuin is. In 2013 won de tuin een European Garden Award.